# Александров, Евгений Александрович (военачальник)
Евгений Александрович Александров (Пустой шаблон {{ВД-Преамбула}} ) — советский военачальник, генерал-лейтенант авиации.

## Биография
Родился 25 мая 1925 года в деревне Гречухино Ленинградской области. 
С детства родители, переезжавшие из одной области страны в другую, приучили его к труду. Так, в молодые годы трудился на свердловском деревообрабатывающем заводе и стал бригадиром комсомольской бригады, а в 16 лет вместе со взрослыми возводил оборонный рубеж под Лугой. 
В 1944 году окончил Свердловскую спецшколу ВВС. С 1948 года  после окончания Борисоглебского военного авиационного училища летчиков им. В. П. Чкалова служил в авиационных частях  на должностях лётчика и старшего лётчика. С 1958 года после окончания Военно-политической академии им. В. И. Ленина служил заместителем командира авиационной эскадрильи, с 1958 по 1968 годы — заместителем командира 177-го истребительного авиационного полка ПВО. 
С 1968 года назначен начальником Отдела боевой подготовки и боевого применения авиации 6-й Отдельной армии ПВО. С 1969 по 1973 годы — командир 14-й дивизии ПВО. 22 февраля 1971 года произведён в генерал-майоры авиации. В 1972 году окончил Высшие офицерские курсы при Военной академии ПВО. С 1973 года — командир 14-го корпуса ПВО, в 1979 году его сменил на этом посту В. П. Спицын. 14 февраля 1978 года произведён в генерал-лейтенанты авиации.
С 1979 года заместитель начальника, а с 1982 по 1988 годы — начальник Управления кадров Войск ПВО СССР. С 1988 года в отставке.
Умер 26 января 2019 года в Всеволожске.

## Награды

### Ордена
- Орден Октябрьской революции
- Орден Красной Звезды
- Орден За службу Родине в Вооружённых Силах СССР III степени

### Медали
- За боевые заслуги

### Звания
- Почётный гражданин Всеволожска (2015 — «За заслуги в развитии ветеранского движения в городе Всеволожске, большую плодотворную работу по патриотическому воспитанию молодежи»)